# اولریش تسوینگلی
هولدریش تْسوینگلی یا اولریش زوینگلی (آلمانی: Huldrych Zwingli) کشیش، نویسنده و موسیقیدان و رهبر جنبش اصلاحگری دینی اهل سوئیس. وی دانش‌آموخته دانشگاه وین و بازل بود و عقاید انسان گرایانه داشت و با کلیسای کاتولیک و دستگاه کشیشی فاسد آن زمان مبارزه می‌کرد.

## زندگی‌نامه

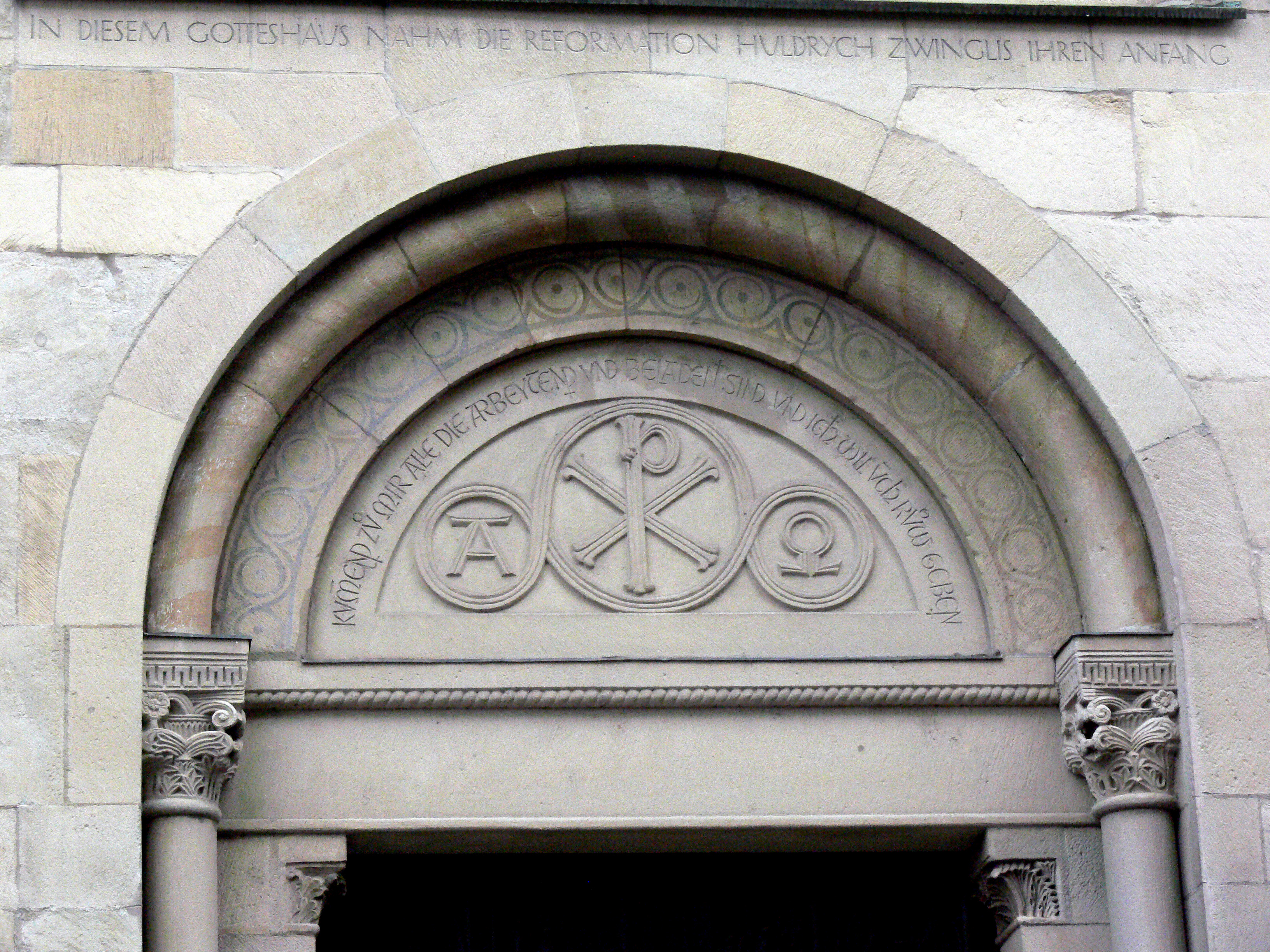
بر سردر کلیسای گروس‌مونستر زوریخ نوشته شده: «در این خانه خدا، اولریش تسوینگلی اصلاحات دینی خود را شروع کرد»

او در خانه‌ای محقر و خانواده‌ای پرجمعیت در دهکده کوهستانی ویلدهاوس، در ۸۰ کیلومتری جنوب خاوری زوریخ به دنیا آمد. پدرش از صاحبمنصبان قریه و مادرش خواهر کشیش بود. عمویش که در تربیت او سهیم بود باعث آشنائی و علاقه وی به مسائل انسان گرایانه شد. تا ۱۴ سالگی در برن و بازل تحصیل کرد و تا ۱۸ سالگی در وین مشغول به تحصیل بود و هم‌زمان تحصیل به نواختن عود، ویلن، فلوت و دیگر آلات موسیقی می‌پرداخت. در ۲۲ سالگی پس از اخذ لیسانس، به مقام کشیشی منصوب شد.
در ۱۵۱۸ به عنوان «کشیش مردم» کشیش کلیسای مشهور گروس‌مونستر شد و موعظه‌های اصلاح‌گرایانه خود را ادامه داد. در طاعون سال بعد در زوریخ که یک سوم مردم شهر تلف شدند، وی شب و روز به پرستاری بیماران همت گماشت. در سال ۱۵۲۱ کشیش ارشد این کلیسا گردید و آشکارا جنبش اصلاح دینی در سوئیس را اعلام داشت.

## جامعه و کلیسا
هرچند کنفدراسیون سوئیس در زمان تسوینگلی از ۱۳ کانتون تشکیل می‌شد، ولی مانند امروز یکپارچه و به صورت فدرال اداره نمی‌شد و هرکدام برای خود حکومت و قوانین مستقل داشت. برخورد ایالت‌های مختلف با اصلاحات سیاسی و دینی نیز یکسان نبوده و جبهه‌گیری سیاسی و مذهبی بین کانتون‌ها تشدید یافته و بالاخره منجر به جنگ بزرگ زوریخ گردید. به‌تدریج با نیاز به اتحاد کانتون‌ها و رشد ملی گرائی سوئیسی و نیز گسترش عقاید انسان گرایانه اراسموس و نیز اجحاف و تعدی کلیسای رسمی کاتولیک، زمینه افکار و عقاید اصلاح‌گرایانه تسوینگلی رشد بیشتری می‌یابد.
قرن۱۶ در سوئیس همانند ایتالیا اوج انحطاط و فساد کلیسا بود، بسیاری از کشیشان به ارتکاب انواع فساد اخلاقی و مستی و قمار مشغول بودند آنان در مقابل دریافت پول علاوه بر بخشش گناهان، خرید و فروش آمرزشنامه در کلیسا را رایج نموده بودند.

## اصلاحگر
در اول ژانویه ۱۵۱۹ او اولین نکته‌های روش خود در ارائه خطبه‌های یکشنبه را عرضه داشت. در تمام خطبه‌های یکشنبه تأکید او بر روی اخلاق و اصلاح کلیسا متمرکز بود. هرچند شباهت‌های روش او با لوتر و اراسموس را نمی‌توان نادیده گرفت، ولی روش منحصر او در الهیات، با لوتر و در امور انسان گرایانه با اراسموس، تفاوت‌های کلی داشت.
او با کلیسای کاتولیک در مبارزه بود و در سال۱۵۱۷ اعلام کرد که مسیحیت باید منحصراً بر کتاب مقدس استوار باشد و به اسقف اعظم خویش، کاردینال ماتائوس شینر گوشزد کرد که برای مقام پاپی مبنا و مجوزی در کتاب مقدس وجود ندارد. در ۱۵۱۸ خرید و فروش آمرزش‌نامه را به باد انتقاد گرفت.

## جنگ و مرگ
اصلاح دینی تارو پود کنفدراسیون سوئیس را از هم گسیخته بود و به نظر می‌رسید که در پی زوال آن است. برن، بال، شافهاوزن، آپنتسل، و گریزون از زوریخ هواداری می‌کردند، لیکن کانتون‌های دیگر با آن بنای
دشمنی نهاده بودند. پنج کانتون لوسرن، آوری، شویتس اونتروالدن، و تسوگ برای سرکوبی هواداران هوس، لوتر، و تسوینگلی اتحادیه کاتولیکی تشکیل دادند (۱۵۲۴). فردیناند دوک اتریش، از همه کشورهای کاتولیک خواست تا برای سرکوبی پروتستانها به‌طور مشترک اقدام کنند، و به امید بازگردانیدن سلطه خاندان هابسبورگ به سوئیس، به آنان وعده مساعدت داد. در روز
۱۶ ژوئیه، همه کانتون‌های سوئیس، به استثنای شافهاوزن و آپنتسل، توافق کردند که نمایندگان زوریخ را در آینده کنفدراسیون نپذیرند. زوریخ و تسوینگلی با اعزام مبلغانی برای اشاعه اصلاح دینی در ناحیه تورگاو به اقدامات مخالفان پاسخ گفتند یکی از این مبلغان دستگیر و زندانی شد.
اراسموس، که در بال با بیم و هراس ناظر این جریان بود، مسیحیان متدینی را می‌دید که به تحریک واعظان
خویش، ((با چهره‌های برافروخته از خشم و نفرت، چون جن‌زدگان و جنگجویانی که به تحریک فرماندهان
آماده حمله مهیبی هستند، از کلیسا خارج می‌شوند)) شش کانتون تهدید کردند که اگر زوریخ گوشمالی
نشود، از کنفدراسیون خارج خواهند شد.
تسوینگلی، که فرماندهی جنگجویان را به دست گرفته بود، به دولت زوریخ پیشنهاد کرد که سپاهیان و
تجهیزات جنگی خویش را افزایش دهد، با فرانسه متحد شود، با برانگیختن شورشی در تیرول، در پشت
جبهه فردیناند، آتشی برافروزد. در ماه فوریه، با حوادثی که در بال روی داد، تشنج
شدت یافت.
مجمع نمایندگان زوریخ و متفقان آن در روز ۱۵ مه ۱۵۳۱ تصمیم گرفتند که کانتون‌های کاتولیک‌نشین را
وادارند تا آزادی تبلیغ دینی را در سرزمین‌های خود تأمین کنند. چون این کانتون‌ها از تفویض آزادی دینی
سرباز زدند، تسوینگلی پیشنهاد کرد که زوریخ و متفقان آن با کاتولیکها وارد جنگ شوند، ولی متفقان
زوریخ محاصره اقتصادی را بر جنگ ترجیح دادند. کانتون‌های کاتولیک که دستشان از واردات کوتاه شده
بود به کانتون‌های پروتستان اعلام جنگ دادند. بار دیگر نیروهای متخاصم صف آرایی کردند، تسوینگلی
فرماندهی را به دست گرفت و نمونه‌ای برای سربازانش شد. نیروی تسوینگلی، که مرکب از ۱۵۰۰ مرد
رزمجو بود، بار دیگر در کاپل با نیروی ۸۰۰۰ نفری کاتولیکها رو به رو شد (۱۱ اکتبر ۱۵۳۱) و میان
آنها جنگ خونینی درگرفت. کاتولیک‌ها بر پروتستانها چیره شدند و تسوینگلی، که چهل و هفت سال از
عمرش می‌گذشت، از جمله پانصد تن زوریخی بود که به دست دشمن کشته شدند. کاتولیکها بدن وی را
قطعه قطعه کردند و بر روی توده‌ای از فضله آتش زدند.

## عقاید

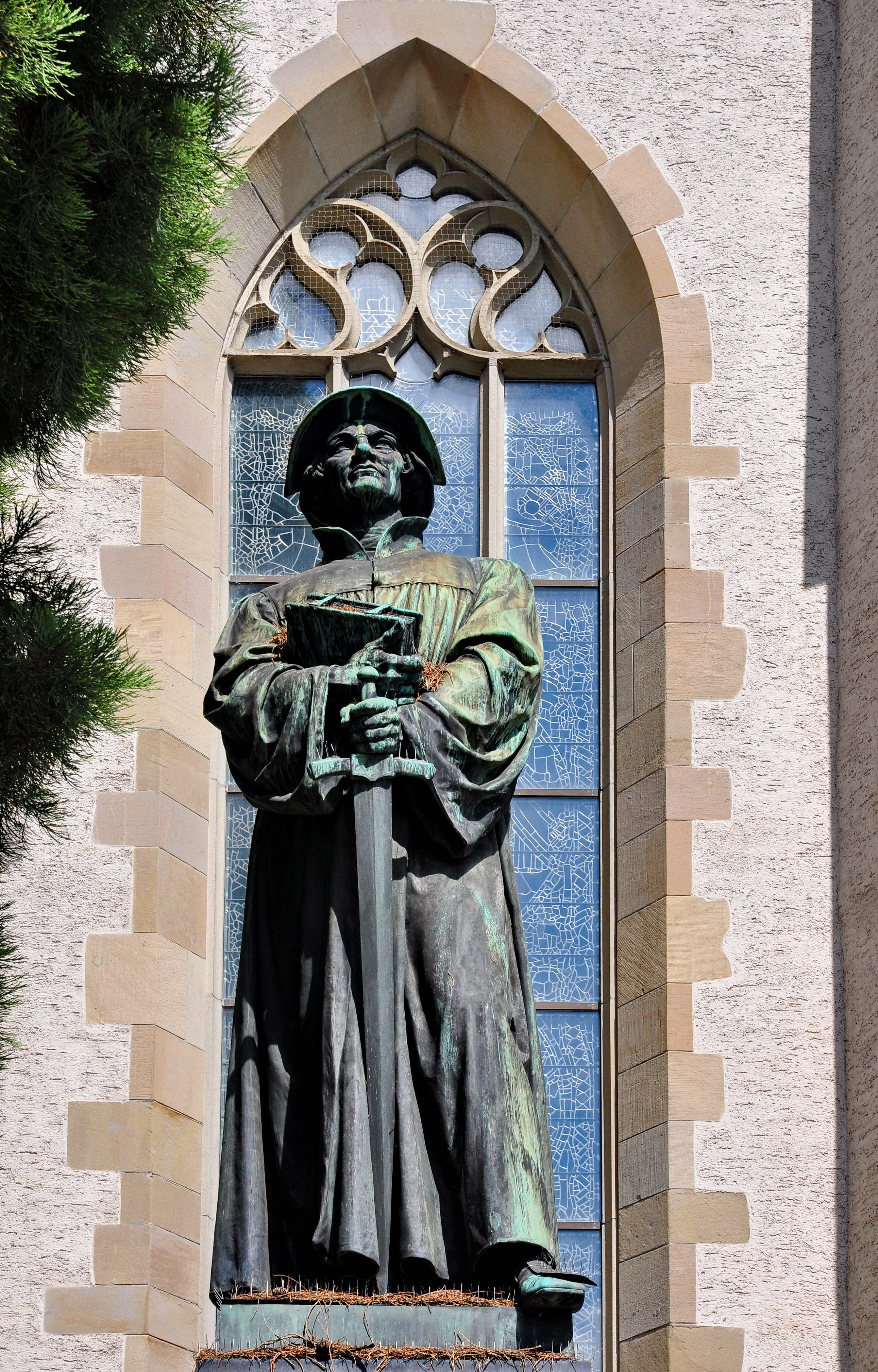
مجسمه او در کلیسای Wasserkirche

در ۲۵ ژانویه ۱۵۲۳ در جلسه شورای کبیر اسقفان زوریخ وی ۶۷ پیشنهاد به شورا تسلیم داشت. از جمله آنها:
- همه کسانی که می‌گویند انجیل بدون تأیید کلیسا ارزشی ندارد، خطاکارند...
- حقیقت به‌طور جامع در انجیل تجلی کرده‌است...
- مسیح یگانه کشیش اعلا است...
- بر مسیحیان واجب نیست آنچه را مسیح فرمان نداده به جای آرند...
- آنچه خدا جایز دانسته و منع نکرده صواب است، بنابراین همه مردان می‌توانند زناشوئی کنند...
- فضاحتی شرم‌آور تر از تحریم زناشوئی برای کشیشان نمی‌شناسم...
- اقتدار روحانی کلیسا مبنا و مجوزی در کتاب مقدس و تعالیم مسیح ندارد...